# Brachystetha zygophylli
Brachystetha zygophylli är en insektsart som beskrevs av Loginova 1964. Brachystetha zygophylli ingår i släktet Brachystetha och familjen rundbladloppor. Inga underarter finns listade i Catalogue of Life.